# 山田涼介
山田 涼介（やまだ りょうすけ、1993年〈平成5年〉5月9日 - ）は、日本のアイドル、アーティスト、俳優、タレント。男性アイドルグループHey! Say! JUMPのメンバー。ファンネームはRed.Y（読み：レディー）。
東京都出身。STARTO ENTERTAINMENT所属。所属の音楽レーベル（個人）はストーム・レーベルズ。

## 経歴
神奈川県秦野市で育つ。小学生の時からサッカーを始め、プロのサッカー選手を目指してプロサッカー（Jリーグ）チームである湘南ベルマーレのジュニアユースに所属する。当時本人はサッカーに熱中しており、アイドルには全く興味を持っていなかった。
2004年、KinKi Kidsのファンだった母親と姉がジャニーズ事務所に履歴書を送ったことから、8月12日にバラエティ番組『Ya-Ya-yah』にて行われた公開オーディションに「サッカーのピンバッジ買ってあげるよ」という言葉につられて参加し合格。11歳でジャニーズ事務所に入所する。同期に阿部亮平や深澤辰哉、橋本良亮がいる。
ジャニーズ事務所入所後はジャニーズJr.内ユニット J.J.Express、2006年からはKitty Jr.のメンバーとして活動した。
2006年・2007年にドラマ『探偵学園Q』に出演し、テレビドラマ初出演となった。
2007年、期間限定5人組ユニット・Hey! Say! 7が結成され、シングル『Hey! Say!』でCDデビュー。同年9月24日、10人組アイドルグループHey! Say! JUMP結成。メンバーとして11月14日、シングル『Ultra Music Power』でメジャーデビュー。
2009年6月、知念侑李、中山優馬 w/B.I.Shadowとともに期間限定の7人組ユニット・NYC boysを結成。
2010年1月 - 3月、連続ドラマ『左目探偵EYE』で連続ドラマ初単独主演。同年4月7日、3人組ユニット・NYCとして、シングル『勇気100%』でCDデビュー。Hey! Say! JUMPと掛け持ちになる。
2012年2月17日、Hey! Say! JUMPの知念侑李、中島裕翔とともに堀越高等学校を卒業。同級生は他に志田未来、神木隆之介、川島海荷、野村周平らがおり、のちに「華の堀越93年組」とも呼ばれた。
2013年1月9日、シングル『ミステリー ヴァージン』でソロデビュー。オリコンの週間シングルランキングで初登場1位を獲得。
2015年3月21日、映画『暗殺教室』潮田渚役で映画初主演。演技が評価されて第39回日本アカデミー賞の新人俳優賞を受賞。
2016年10月17日‐12月19日、『カインとアベル』に高田優役でフジテレビ連続ドラマ初主演かつ月9ドラマ初主演。
2021年4月、二宮和也が開設したYouTubeチャンネル「ジャにのちゃんねる」（現・よにのちゃんねる）のメンバーに選ばれる。同年9月15日には自身のYouTubeゲームチャンネル『LEOの遊び場』を開設する。
2024年7月、女性ファッション誌『ViVi』の人気投票企画「2024年上半期 ViVi国宝級イケメンランキング」ADULT部門で1位を獲得。12月、「2024年下半期 ViVi国宝級イケメンランキング」ADULT部門で1位を獲得し、連覇達成で殿堂入りした。
2024年12月17日にXとTikTokのレーベルアカウントを開設。12月24日にはソロアーティスト（Ryosuke Yamada）として約12年ぶりに初のデジタルシングル『SWITCH』を配信リリースした。2025年4月16日に初のソロオリジナルアルバム『RED』をリリースし、4月26日から6か所20公演を回り、約20万人を動員する初のソロツアーを行う。
2025年8月20日、「LEO」として、Crazy RaccoonのSTAR部門に加入したことを発表。

## 人物
才能ではなくハードワークで前に突き進んでいった人物とされており、マイクを持つまで2年間掛かったという。ジャニーズ事務所入所後は決して順風満帆な道のりではなく、レッスン場の立ち位置が後列だったり、ジャニー喜多川に嫌われていたり苦境に立たされていたが、一念発起して状況を自ら打開するために鏡を購入して自宅に置き、その前でレッスン場で4時間踊った後に毎日家で3時間の自主稽古を行うなど無我夢中で精進していた。骨折して「来なくて大丈夫」と言われても無理矢理レッスン場に行ったこともあるといい、ジャニー喜多川からも認められるようになり、我武者羅に奮闘した結果、自ずと成功が生じたとされている。グループでも2ndシングル『Dreams come true』以降はセンターを務める。
大食いであり、満腹になっても食事2時間後には空腹になるという。好物は肉料理。自身で料理をするのも得意。

## 受賞歴
2008年
- ドラマ・オブ・ザ・イヤー2008最優秀新人男優賞『1ポンドの福音』『スクラップ・ティーチャー〜教師再生〜』

2016年
- 第39回日本アカデミー賞・新人俳優賞『暗殺教室』
- 第25回日本映画批評家大賞・新人男優賞『グラスホッパー』

2018年
- 第91回キネマ旬報ベスト・テン・新人男優賞『ナミヤ雑貨店の奇蹟』『鋼の錬金術師』

2022年
- anan AWARD 2022 大賞

2024年
- 「2024年上半期 ViVi国宝級イケメンランキング」ADULT部門1位
- オリコン年間本ランキング2024 男性写真集1位
- 「2024年下半期 ViVi国宝級イケメンランキング」ADULT部門1位（連覇達成により殿堂入り）

2025年
- 第36回日本ジュエリーベストドレッサー賞 特別賞エンターテイナー部門

## 出演
グループやユニットでの出演はKitty Jr.・Hey! Say! 7#出演・Hey! Say! JUMP#出演・NYC boys#出演・NYC#出演・よにのちゃんねる#出演を参照
※主演作品は太字表記

### テレビドラマ
- 探偵学園Q（日本テレビ） - 天草流 役
  - 探偵学園Q（2006年7月1日）
  - 探偵学園Q（2007年7月3日 - 9月11日）
- 1ポンドの福音（2008年1月12日 - 3月8日、日本テレビ） - 向田勝己 役
- 先生はエライっ!（2008年4月12日、日本テレビ） - 主演・群青隼人 役（中島裕翔、知念侑李、有岡大貴と4人で主演）[50][51]
- 古畑中学生（2008年6月14日、フジテレビ） - 主演・古畑任三郎 役
- スクラップ・ティーチャー〜教師再生〜（2008年10月11日 - 12月13日、日本テレビ） - 主演・高杉東一 役（中島裕翔、知念侑李、有岡大貴とカルテット主演）[52]
- 24時間テレビスペシャルドラマ（日本テレビ）
  - 「にぃにのことを忘れないで」（2009年8月29日） - 川井優治 役
  - 今日の日はさようなら（2013年8月24日） - 原田信夫 役
  - 母さん、俺は大丈夫（2015年8月22日） - 主演・佐々木諒平 役[53]
- 左目探偵EYE（日本テレビ） - 主演・田中愛之助 役
  - 左目探偵EYE（2009年10月3日）
  - 左目探偵EYE（2010年1月23日 - 3月13日）[54]
- 知られざる幕末の志士 山田顕義物語（2012年1月2日、TBS） - 主演・山田市之允（山田顕義青年期） 役
- 理想の息子（2012年1月14日 - 3月17日、日本テレビ） - 主演・鈴木大地 役
- 金田一少年の事件簿（日本テレビ） - 主演・金田一一 役
  - 金田一少年の事件簿 香港九龍財宝殺人事件（2013年1月12日）[55]
  - 金田一少年の事件簿 獄門塾殺人事件（2014年1月4日）
  - 金田一少年の事件簿N（neo）（2014年7月19日 - 9月20日）
- 地獄先生ぬ〜べ〜（2014年10月25日/11月29日・12月6日、日本テレビ）第3話 オープニングナレーション[56]、第8話・第9話 絶鬼 役[57]
- カインとアベル（2016年10月17日 - 12月19日、フジテレビ） - 主演・高田優 役
- もみ消して冬（日本テレビ） - 主演・北沢秀作 役
  - もみ消して冬〜わが家の問題なかったことに〜（2018年1月13日 - 3月17日）
  - もみ消して冬2019夏〜夏でも寒くて死にそうです〜（2019年6月29日）[58]
- セミオトコ（2019年7月26日 - 9月13日、テレビ朝日） - 主演・セミオ 役[59][60]
- キワドい2人-K2-池袋署刑事課 神崎・黒木（2020年9月11日 - 10月16日、TBS） - 主演・神崎隆一 役[61]
- 俺の可愛いはもうすぐ消費期限!?（2022年4月16日 - 6月11日、テレビ朝日） - 主演・丸谷康介 役[62][63]
- 親愛なる僕へ殺意をこめて（2022年10月5日 - 11月30日、フジテレビ） - 主演・浦島エイジ 役[64][65]
- 王様に捧ぐ薬指（2023年4月18日 - 6月20日、TBS） - 新田東郷 役[66]
- ビリオン×スクール（2024年7月5日 - 9月13日、フジテレビ） - 主演・加賀美零 役[67][68]
- ダメマネ! -ダメなタレント、マネジメントします-（2025年4月20日 - 6月22日、日本テレビ） - 真田祐士 役[69]

### 映画
- 暗殺教室（東宝） - 主演・潮田渚 役
  - 暗殺教室（2015年3月21日公開）[26]
  - 暗殺教室 -卒業編-（2016年3月25日公開）
- グラスホッパー（2015年11月7日公開、KADOKAWA / 松竹） - 蝉 役
- ナミヤ雑貨店の奇蹟（2017年9月23日公開、KADOKAWA / 松竹） - 主演・敦也 役
- 鋼の錬金術師シリーズ（ワーナー・ブラザース映画） - 主演・エドワード・エルリック 役
  - 鋼の錬金術師（2017年12月1日公開）[70]
  - 鋼の錬金術師 完結編 復讐者スカー（2022年5月20日公開）[71]
  - 鋼の錬金術師 完結編 最後の錬成（2022年6月24日公開）[71]
- 記憶屋 あなたを忘れない（2020年1月17日公開、松竹） - 主演・吉森遼一 役[72]
- 燃えよ剣（2021年10月15日公開[73][74][注釈 2]、東宝 / アスミック・エース） - 沖田総司 役[76]
- 大怪獣のあとしまつ（2022年2月4日公開、東映 / 松竹） - 主演・帯刀アラタ 役[77][78]
- BAD LANDS バッド・ランズ（2023年9月29日公開、東映 / ソニー・ピクチャーズエンタテインメント） - 矢代穣（ジョー） 役[79]
- サイレントラブ（2024年1月26日公開 、ギャガ） - 主演・蒼 役[80][81]

### 吹き替え
- スマーフ（2011年7月29日全米公開・2011年9月9日日本公開）主人公・クラムジー 役[82]

### バラエティ番組
- 爆笑100分テレビ!平成ファミリーズ（2007年10月7日 - 2008年3月、日本テレビ）次男・涼介 役[83]
- 百識〜百で知るひとつの知識〜（2007年10月 - 2008年3月、フジテレビ）※準レギュラー
- 時空間☆世代バトル 昭和×平成 SHOWはHey! Say!（2008年4月6日 - 2009年3月29日、日本テレビ）
- スクール革命!（2009年4月5日 - 、日本テレビ）[84]
  - スクール革命！presents ムービークイズ！時間よ止まれ（2022年1月28日、日本テレビ） - MC[85]
  - スクール革命！presents クイズ！時間よ止まれ（2022年7月1日、日本テレビ） - MC[86]

### テレビ番組
- うぶごえ（2025年2月28日[87]・3月28日[88]・6月27日[89]、日本テレビ） - MC

### 配信ドラマ
- 『ビリオン×スクール』FODオリジナルストーリー（2024年9月13日、FOD） - 主演・加賀美零 役[90]

### ラジオ
- 山田涼介のオールナイトニッポン（2020年1月17日、ニッポン放送）[91]
- 山田涼介のオールナイトニッポンPremium（2025年4月21日、ニッポン放送）[92]

### 舞台
- Johnnys Theater"SダUイMジMェAスRトY2005"（2005年7月26日 - 9月4日、品川アクアスタジアム内 Johnnys Theater(ステラボール)）[93]
- KAT-TUN vs 関ジャニ∞ Musical Dream Boys（2006年1月3日 - 29日、帝国劇場）[94]
- 滝沢演舞城（2006年3月7日 - 4月25日、新橋演舞場）[94][95]
- One! -the history of Tackey-（2006年9月5日 - 28日、日生劇場）[94][注釈 3]

### イベント
- ZOZOFES（2025年10月12日予定、Kアリーナ横浜）[97]

### CM・広告
- ロッテ ぎゅぎゅっとアイス 「ロミオ編」（2011年6月17日 - ）
- 味の素 Cook Do 香味ペースト（2012年6月14日 - ）
- コーセーコスメポート「ソフティモ ラチェスカ ホットジェル マイルドクレンジング」（2019年4月 - ）[98]
- B-R サーティワン アイスクリーム「誕生日にワイワイケーキ編」「さわやかバラエティパック編」（2020年4月3日 - ）[99]
- アサヒ飲料 三ツ矢サイダー「レモンとライムのレモラ登場編」（2021年3月23日 - ）[100]
- BAEL「ブルーロック BLAZE BATTLE」（2023年11月 - ）[101]
- ティファニー（2024年5月 - ） - 「フレンズ」就任[102]
- バンダイ「ONE PIECE カードゲーム」（2025年2月 - ）[103]
- ロート製薬「スキンアクア ヒアルロンセラム UV」（2025年3月 - ）[104]
- MAYBELLINE NEW YORK「SPステイ クリームパクト ファンデーション」（2025年3月 - ）[105]
- YouTube「YouTube Premium」（2025年5月 - ）[106]
- ジョーマローンロンドン（2025年7月 - ） - 「フレンズ」就任[107]
- サムスン「Samsung Galaxy Z Fold7｜Z Flip7」（2025年7月 - ）[108]

### ソロコンサート
- Ryosuke Yamada LIVE TOUR 2025 RED（2025年4月26日・27日、エコパアリーナ / 5月1日・2日、大阪城ホール / 5月8日・9日、セキスイハイムスーパーアリーナ / 5月23日 - 25日、LaLa arena TOKYO-BAY / 6月14日・15日、広島グリーンアリーナ / 6月21日・22日、マリンメッセ福岡）[11][34][109]

## 書籍

### 雑誌連載
- Myojo「真紅の音 -Think Note-」（2013年 - 、集英社）[110]
- VOCE「BEAUTY DICTIONARY」（2024年11月号 - 、講談社）[111]

### 単行本
- Think Note-真紅の音-（2024年1月30日発売、集英社）[110]

### 写真集
- Luminous（2024年1月30日発売、集英社）[110]ISBN 978-4-0879-0146-7

## 作品

### シングル
順位はオリコンチャートのウィークリーシングルランキングでの最高順位を示す。
|     | 発売日         | タイトル              | 販売形態               | 販売形態 | 規格品番    | 順位 |
| --- | -------------- | --------------------- | ---------------------- | -------- | ----------- | ---- |
| 1st | 2013年01月09日 | ミステリー ヴァージン | 初回限定盤1            | CD+DVD   | JACA-5340/1 | 1位  |
| 1st | 2013年01月09日 | ミステリー ヴァージン | 初回限定盤2            | CD+DVD   | JACA-5342/3 | 1位  |
| 1st | 2013年01月09日 | ミステリー ヴァージン | 通常盤                 | CD       | JACA-5344   | 1位  |
| 1st | 2013年01月09日 | ミステリー ヴァージン | 日本テレビ限定ドラマ盤 | CD       | JSNC-009    | 1位  |

#### デジタルシングル
順位は週間オリコンランキングのデジタルシングル（単曲）ランキングでの最高順位を示す。 
|     | 配信日         | タイトル  | 販売形態               | 規格品番  | 順位 | 初収録アルバム |
| --- | -------------- | --------- | ---------------------- | --------- | ---- | -------------- |
| 1st | 2024年12月24日 | SWITCH    | デジタル・ダウンロード | LCDA-0202 | 1位  | RED            |
| 2nd | 2025年02月19日 | snow moon | デジタル・ダウンロード | LCDA-0222 | 2位  | RED            |

### アルバム
順位はオリコンチャートのウィークリーアルバムランキングでの最高順位を示す。
| ＃  | 発売日        | タイトル | 販売形態 | 販売形態    | 規格品番     | 順位 |
| --- | ------------- | -------- | -------- | ----------- | ------------ | ---- |
| 1st | 2025年4月16日 | RED      | CD+BD    | 初回限定盤1 | LCCA-6187/88 | 1位  |
| 1st | 2025年4月16日 | RED      | CD+DVD   | 初回限定盤1 | LCCA-6189/90 | 1位  |
| 1st | 2025年4月16日 | RED      | 2CD+BD   | 初回限定盤2 | LCCA-6191/92 | 1位  |
| 1st | 2025年4月16日 | RED      | 2CD+DVD  | 初回限定盤2 | LCCA-6193/94 | 1位  |
| 1st | 2025年4月16日 | RED      | CD       | 通常盤      | LCCA-6195    | 1位  |
| 1st | 2025年4月16日 | RED      | 限定BOX  | Deep RED盤  | LCNC-0082    | 1位  |

### 参加作品
1. Oh! my darling（2019年5月22日、Hey! Say! JUMPとの両A面）- 1位

### ソロ曲
CD収録曲

- Do it again（作詞：Raccoon、作曲：Raccoon, Andrew Choi） - JASRAC作品コード：1M1-9896-7。『SENSE or LOVE〈初回限定盤〉』収録。

CD未収録曲
- パフューム（作詞：久保田洋司、作曲：オオヤギヒロオ） - JASRAC作品コード：148-2026-9（Hey!Say!JUMP名義曲）。ライブDVD『Hey! Say! JUMP デビュー&ファーストコンサート いきなり!in 東京ドーム』収録。

### 作詞
- 真紅（作曲:Fredrik Hult、編曲：h-wonder） - JASRAC作品コード：1B3-3025-6（Hey!Say!JUMP名義曲）。アルバム『JUMP NO.1』収録。
- 花 えがお（作曲・編曲：杉山勝彦・小倉しんこう） - JASRAC作品コード：186-1059-5（Hey!Say!JUMP名義曲）。アルバム『JUMP WORLD』収録。
- 銀の世界に願いを込めて（作曲：森山拓五郎、編曲：牧戸太郎） - JASRAC作品コード：190-3910-7。ソロシングル『ミステリー ヴァージン』収録。
- Candle（作曲：Takuya Harada・JUNKOO・Fredrik Samsson） - JASRAC作品コード：5A1-0135-1（Hey!Say!JUMP名義曲）。アルバム『smart』収録。
- 3月14日〜時計（作曲：Takuya Harada、川口進、編曲：川口進） - JASRAC作品コード：211-1413-7。アルバム『JUMPing CAR』収録。

### 振付
- Hey! Say! JUMP「I/O」（2017年）[117]

### ミュージック・ビデオ
| 年   | タイトル  | リンク     |
| ---- | --------- | ---------- |
| 2024 | SWITCH    | [ 動画 1 ] |
| 2025 | snow moon | [ 動画 2 ] |
| 2025 | RED       | [ 動画 3 ] |
| 2025 | Bloomin'  | [ 動画 4 ] |

## タイアップ
| 楽曲       | タイアップ                                                                      |
| ---------- | ------------------------------------------------------------------------------- |
| 花のように | 日本テレビ系 日曜ドラマ『ダメマネ! -ダメなタレント、マネジメントします-』挿入歌 |